# Flora Cadena Senallé
|  | «La Flora» redirigeix aquí. Vegeu-ne altres significats a «Flora (desambiguació)». |

Flora Cadena Senallé (Rialp, 1917 - Barcelona, 20 de març de 2011) fou una empresària catalana. Entre altres iniciatives, va impulsar l’estació d’esquí de Llessui a Sort el 1967, el primer complex hoteler del Pallars amb el nom Condes del Pallars, i la societat Aigües del Pallars. A Rialp era coneguda com La Flora.
Flora Cadena Senallé fou filla de Casa El Pere de Rialp. Va enviudar jove del seu primer matrimoni del qual va tenir dues filles, Anna i Assumpció. En segones núpcies es casà amb un militar-metge amb qui tingué una altra filla.
Dona feta a ella mateixa, en ple franquisme, tenia una peculiar manera d'entendre les relacions de poder, ja que fins i tot va ser capaç de convocar a la vila de Rialp el considerat jove ministre franquista Manuel Fraga Iribarne per inaugurar l'Hotel Condes del Pallars.
La seva activitat empresarial a la comarca va ser molt destacada en uns anys en què era molt difícil trobar una dona emprenedora que triomfés en els negocis. Durant els anys 60 del segle xx, va participar en projectes emblemàtics com les pistes d'esquí de Llessui i l'Hotel Condes del Pallars de Rialp.
Més tard, als anys 80, va fundar a Rialp l'empresa embotelladora d'aigua mineral Aigües del Pallars, aprofitant una font d'aigües mineromedicinals situada en terrenys de la seva família, l'anomenada Font de la Flora. L'empresa va embotellar aigües durant uns 15 anys fins que va fer fallida als anys 90.
En la part final de la seva vida es va interessar pels negocis immobiliaris a la comarca del Pallars Sobirà, on va ser promotora d'algunes urbanitzacions com ara Borda de Paisan a Sort. Va mantenir-se molt activa en l’àmbit empresarial fins al darrer moment. Rep la medalla Macià l'any 1997. Aquest mateix any s'interessa per la compra de L'Hotel Vallés, un Hotel abandonat a l'Ametlla del Vallès, que finalment no compra.
Llorenç Sànchez i Vilanova, escriptor de La Pobla de Segur, escriu la seva biografia en el llibre "Flora Cadena, una voluntat al servei del Pallars. L'Ajuntament de Rialp li va dedicar a la dècada del 1990, quan l'alcalde és Josep Meseguer i Utgé, l'avinguda principal de la vila (travessia de la C-13), que passa de ser Carrer Carretera a anomenar-se Avinguda Flora Cadena.